# Andrzej Bielski (fizyk)
Andrzej Bolesław Bielski (ur. 12 stycznia 1939 w Równem, zm. 14 stycznia 2013 w Toruniu) – polski fizyk, profesor nauk fizycznych, specjalista w zakresie fizyki atomowo-molekularnej, fizyki optycznej oraz historii fizyki.

## Życiorys
W 1955 roku ukończył Liceum Ogólnokształcące im. Kazimierza Jagiellończyka w Elblągu, po czym podjął studia na Uniwersytet Mikołaja Kopernika w Toruniu. Po ich ukończeniu, w 1960 roku, został zatrudniony na stanowisku asystenta w Instytucie Fizyki UMK. W 1968 roku uzyskał stopień doktora, tematem jego rozprawy było Badanie wpływu elektrody zapłonowej na napięcie przebicia w liniowych lampach błyskowych, a promotorem Aleksander Jabłoński. Stopień doktora habilitowanego uzyskał w 1979 roku, na podstawie rozprawy Interferometryczne badanie ciśnieniowego rozszerzenia linii widmowych neonu.  Tytuł profesora nadzwyczajnego otrzymał w 1988, a profesora zwyczajnego nauk fizycznych w 1992 roku. W latach 1984–1987 pełnił funkcję prodziekana Wydziału Matematyki Fizyki i Chemii UMK. Był też kierownikiem Podyplomowego Studium Fizyki (1981-1984).

## Wybrane publikacje
- Interferometryczne badanie ciśnieniowego rozszerzenia linii widmowych neonu (1979)
- Podstawy metod opracowania pomiarów. Wykład dla początkujących (1998, wspólnie z Romanem Ciuryło, ISBN 83-231-0910-9)
- Aleksander Jabłoński (1898-1980): fizyk, muzyk, żołnierz (2010, wspólnie z Józefem Szudym, ISBN 978-83-231-2551-8)

## Odznaczenia
- Krzyż Kawalerski Orderu Odrodzenia Polski
- Medal UMK "Za zasługi położone dla rozwoju uczelni"[2]